# Hauteluce
Hauteluce és un municipi francès situat al departament de la Savoia i a la regió d'Alvèrnia-Roine-Alps. L'any 2007 tenia 896 habitants.

## Demografia

### Població
El 2007 la població de fet de Hauteluce era de 896 persones. Hi havia 340 famílies de les quals 102 eren unipersonals (41 homes vivint sols i 61 dones vivint soles), 66 parelles sense fills, 143 parelles amb fills i 29 famílies monoparentals amb fills.
La població ha evolucionat segons el següent gràfic:
Habitants censats

### Habitatges
El 2007 hi havia 3.405 habitatges, 349 eren l'habitatge principal de la família, 2.983 eren segones residències i 73 estaven desocupats. 664 eren cases i 2.735 eren apartaments. Dels 349 habitatges principals, 253 estaven ocupats pels seus propietaris, 79 estaven llogats i ocupats pels llogaters i 17 estaven cedits a títol gratuït; 17 tenien una cambra, 56 en tenien dues, 104 en tenien tres, 73 en tenien quatre i 98 en tenien cinc o més. 240 habitatges disposaven pel capbaix d'una plaça de pàrquing. A 171 habitatges hi havia un automòbil i a 137 n'hi havia dos o més.

### Piràmide de població
La piràmide de població per edats i sexe el 2009 era:
| Homes | Edats   | Dones |
| ----- | ------- | ----- |
| 0     | 95 o +  | 0     |
| 4     | 90 a 94 | 4     |
| 4     | 85 a 89 | 16    |
| 0     | 80 a 84 | 0     |
| 16    | 75 a 79 | 16    |
| 4     | 70 a 74 | 20    |
| 12    | 65 a 69 | 16    |
| 20    | 60 a 64 | 16    |
| 16    | 55 a 59 | 12    |
| 24    | 50 a 54 | 28    |
| 24    | 45 a 49 | 28    |
| 44    | 40 a 44 | 12    |
| 32    | 35 a 39 | 68    |
| 36    | 30 a 34 | 40    |
| 44    | 25 a 29 | 32    |
| 12    | 20 a 24 | 20    |
| 20    | 15 a 19 | 8     |
| 28    | 10 a 14 | 24    |
| 32    | 5 a 9   | 28    |
| 32    | 0 a 4   | 28    |

## Economia
El 2007 la població en edat de treballar era de 566 persones, 430 eren actives i 136 eren inactives. De les 430 persones actives 418 estaven ocupades (230 homes i 188 dones) i 11 estaven aturades (5 homes i 6 dones). De les 136 persones inactives 41 estaven jubilades, 40 estaven estudiant i 55 estaven classificades com a «altres inactius».

### Ingressos
El 2009 a Hauteluce hi havia 323 unitats fiscals que integraven 823,5 persones, la mediana anual d'ingressos fiscals per persona era de 17.086 €.

### Activitats econòmiques
Dels 335 establiments que hi havia el 2007, 7 eren d'empreses extractives, 6 d'empreses alimentàries, 3 d'empreses de fabricació d'altres productes industrials, 19 d'empreses de construcció, 42 d'empreses de comerç i reparació d'automòbils, 8 d'empreses de transport, 51 d'empreses d'hostatgeria i restauració, 1 d'una empresa d'informació i comunicació, 4 d'empreses financeres, 26 d'empreses immobiliàries, 14 d'empreses de serveis, 142 d'entitats de l'administració pública i 12 d'empreses classificades com a «altres activitats de serveis».
Dels 58 establiments de servei als particulars que hi havia el 2009, 2 eren oficines de correu, 2 oficines bancàries, 1 taller de reparació d'automòbils i de material agrícola, 2 paletes, 3 guixaires pintors, 9 fusteries, 2 lampisteries, 2 electricistes, 1 perruqueria, 30 restaurants i 4 agències immobiliàries.
Dels 34 establiments comercials que hi havia el 2009, 3 eren botigues de més de 120 m², 5 botiges de menys de 120 m², 3 fleques, 2 carnisseries, 2 llibreries, 4 botigues de roba, 1 una botiga d'electrodomèstics, 13 botigues de material esportiu i 1 una joieria.
L'any 2000 a Hauteluce hi havia 63 explotacions agrícoles que ocupaven un total de 1.998 hectàrees.

## Equipaments sanitaris i escolars
L'únic equipament sanitari que hi havia el 2009 era una farmàcia.
El 2009 hi havia una escola elemental.

## Poblacions més properes
El següent diagrama mostra les poblacions més properes.